# Diacme
Diacme é um gênero de mariposa pertencente à família Crambidae.